# Virginia Williams
Virginia Williams (* 19. März 1978 in Memphis, Tennessee, oft auch Ginger Williams oder Ginger R. Williams) ist eine US-amerikanische Schauspielerin.

## Leben
Williams studierte Theatre Performance an der Fordham University und schloss das Studium mit dem Bachelor of Arts ab. Nach einem Studienaufenthalt an der Oxford University und an der British American Drama Academy in London, spielte Williams zwei Jahre lang die Rolle der Lorna in der Seifenoper Liebe, Lüge, Leidenschaft und trat als Brandy in Jung und Leidenschaftlich – Wie das Leben so spielt auf. Sie spielte eine Nebenrolle in fünf Episoden der Comedy-Serie How I Met Your Mother und übernahm Gastrollen in Serien wie Two and a Half Men, Veronica Mars und Cold Case – Kein Opfer ist je vergessen. 2012 stand sie neben Jonathan Schaech und Jeremy Sumpter für Rustam Branaman’s Thriller The Culling vor der Kamera.  Von 2011 bis 2012 spielte sie eine Hauptrolle in der  US-amerikanischen Justiz-Fernsehserie Fairly Legal. 
Williams ist verheiratet und Mutter zweier Kinder.

## Filmografie (Auswahl)
Filme
- 1997: In & Out – Rosa wie die Liebe (In & Out)
- 2005: Aimée Price
- 2006: Mindy and Brenda (Fernsehfilm)
- 2006: Honeymoon with Mom
- 2006: The Last Request
- 2007: Traveling in Packs (Fernsehfilm)
- 2007: Shadowbox
- 2008: Ernesto (Fernsehfilm)
- 2009: Eva Adams (Fernsehfilm)
- 2009: The Lodger
- 2010: Die Rache der Brautjungfern (Revenge of the Bridesmaids, Fernsehfilm)
- 2013: Reading Writing & Romance (Fernsehfilm)
- 2013: 10 Rules for Sleeping Around
- 2016: Die Unschuld der Rachel Wilson (Marriage of Lies)
- 2020: High & Tight

Fernsehserien
- 1995–1996: Liebe, Lüge, Leidenschaft (One Life to Live, 45 Episoden)
- 2000: Strangers with Candy (4 Episoden)
- 2000: Madigan Men (1 Episode)
- 2001: Ed – Der Bowling-Anwalt (Ed, eine Episode)
- 2001–2002: Jung und Leidenschaftlich – Wie das Leben so spielt (As the World Turns, 28 Episoden)
- 2004: Cold Case – Kein Opfer ist je vergessen (Cold Case, eine Episode)
- 2004–2005: What’s Up, Dad? (My Wife and Kids, 2 Episoden)
- 2005: Strong Medicine: Zwei Ärztinnen wie Feuer und Eis (Strong Medicine, eine Episode)
- 2005: Jack & Bobby (eine Episode)
- 2005: The Inside (eine Episode)
- 2006: The Great Malones (eine Episode)
- 2006: Veronica Mars (eine Episode)
- 2006: Monarch Cove (14 Episoden)
- 2006–2013: How I Met Your Mother (5 Episoden)
- 2007: Journeyman – Der Zeitspringer (Journeyman, eine Episode)
- 2007: Cavemen (eine Episode)
- 2008: Two and a Half Men (eine Episode)
- 2008: In Plain Sight – In der Schusslinie (In Plain Sight, eine Episode)
- 2009: Lie to Me (eine Episode)
- 2009: Better Off Ted – Die Chaos AG (Better Off Ted, eine Episode)
- 2010: Rules of Engagement (eine Episode)
- 2010: The Mentalist (eine Episode)
- 2011–2012: Fairly Legal (23 Episoden)
- 2012: Emily Owens (Emily Owens M.D., eine Episode)
- 2013: Navy CIS: L.A. (NCIS: Los Angeles, eine Episode)
- 2014: CSI: Vegas (CSI: Crime Scene Investigation, eine Episode)
- 2016: Navy CIS (NCIS, Fernsehserie)
- 2016–2020: Fuller House (11 Episoden)
- 2018–2019: Charmed  (9 Episoden)
- 2019: Modern Family (eine Episode)
- 2020: Teenage Bounty Hunters
- 2021: Mixed-ish (eine Episode)
- 2021: Why Women Kill (eine Episode)
- 2022: Leverage 2.0 (Leverage: Redemption, eine Episode)